# Матанса (Гуарда)
Матанса (порт. Matança) — район (фрегезия) в Португалии, входит в округ Гуарда. Является составной частью муниципалитета Форнуш-де-Алгодреш. Находится в составе крупной городской агломерации Большое Визеу. По старому административному делению входил в провинцию Бейра-Алта. Входит в экономико-статистический субрегион Серра-да-Эштрела, который входит в Центральный регион. Население составляет 312 человека на 2001 год. Занимает площадь 13,77 км².
Покровителем района считается Мария Магдалина (порт. Santa Maria Madalena).